# Julius Hendrik Tutein Nolthenius
Julius Hendrik (Han) Tutein Nolthenius (Delft, 5 augustus 1884 - Amersfoort, 6 augustus 1973) was adjunct-bedrijfsleider van de Fransch-Nederlandsche Oliefabrieken Calvé te Delft.

## Familie
Julius Hendrik Tutein Nolthenius, lid van de familie Nolthenius, was een zoon van Jan Rudolph Tutein Nolthenius (1857-1946), directeur van Fransch-Nederlandsche Oliefabrieken Calvé te Delft, en Maria Augusta Cordes (1859–1944). Tutein Nolthenius trouwde op 14 februari 1935 in Utrecht met Sara van Heukelom, kunstschilderes (Amersfoort, 28 januari 1885 - aldaar, 18 mei 1963), dochter van Johan Leonard van Heukelom (1851-1926), luitenant-kolonel der artillerie en Sara Croockewit (1861-1916). Een oom van Tutein Nolthenius was Hugo Tutein Nolthenius die onderdirecteur was bij de Nederlandse Oliefabriek te Delft en van 1898 tot 1920 directeur van de nieuw opgerichte Fransch-Hollandsche Oliefabrieken Calvé-Delft N.V. te Delft, welk bedrijf ontstond door een fusie met de Nederlandsche Oliefabriek. Ook zijn neefje Paul Tutein Nolthenius werkte hier, die huwde met een dochter van dr. ir. F.G. Waller, indertijd directeur van Koninklijke Nederlandsche Gist- en Spiritusfabriek en vond samen met de eerder genoemde Hugo en industrieel Jacques van Marken, het Waller-apparaat uit. Verder was Tutein Nolthenius oomzegger van Carel Adolph Lion Cachet en Menso Kamerlingh Onnes.

## Loopbaan

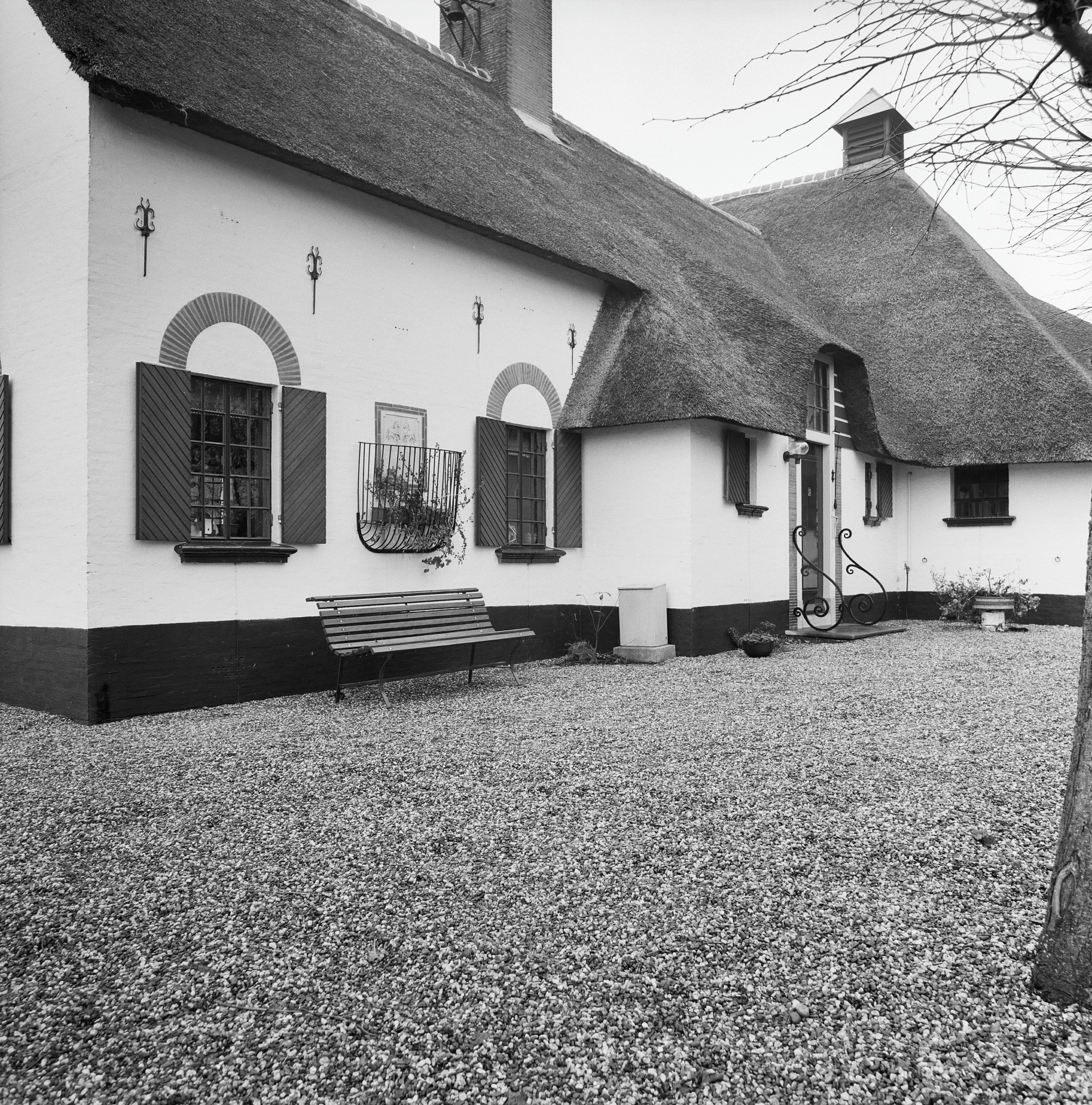
Robert van 't Hoff Hofstede de Zaaier, Lunteren 1911-1912

De familie Nolthenius was nauw betrokken bij de Calvé-fabrieken. Verschillende familieleden hadden er leidinggevende functies. Tutein Nolthenius werd na zijn vader die directeur was, adjunct-bedrijfsleider van de Fransch-Nederlandsche Oliefabrieken Calvé te Delft. In die hoedanigheid werd ook contact gelegd met (art-nouveau-)kunstenaars uit die tijd die mede Calvé beroemd maakten. Tutein Nolthenius had bijvoorbeeld door zijn ooms contacten in die kringen.

## Eigenaar van Hofstede "De Zaaier"
Tutein Nolthenius was tevens eigenaar van Hofstede de Zaaier te Lunteren die hij rond 1917 kocht van Pieter Duys, de vader van de radio- en tv-presentator Willem Duys. Hofstede de Zaaier is een modelboerderij gebouwd naar ontwerp van architect Robert van 't Hoff. De Hofstede verkocht hij in 1932 aan Arie Visser, die oorspronkelijk afkomstig was van Woubrugge en kleinzoon van ARP-politicus Arie Visser Sr. (1826-1896). In februari 1933 woonde hij inmiddels in Amersfoort waar hij bleef tot zijn overlijden in 1973